# Майкопське газоконденсатне родовище
Майкопське газоконденсатне родовище — розташоване у Краснодарському краї Росії. Входить до Північно-Кавказько-Мангишлацької нафтогазоносної провінції.

## Характеристика
П'ять покладів. Глибина залягання 2435…2670 м. Ефективна потужність пластів 6,5…7 м. Початковий пластовий тиск 26,6…30 МПа.